# Tupi Football Club
El Tupi Football Club es un club de fútbol de la ciudad de Juiz de Fora, en el Estado de Minas Gerais, Brasil. Fue fundado en 1912 y juega en el Campeonato Mineiro.

## Entrenadores
- Alex Nascif (diciembre de 2019-marzo de 2020)[2][3]
- Júlio César Imperador (marzo de 2020-presente)[1]

## Palmarés

### Torneos nacionales
- Serie D (1): 2011

### Torneos estatales
- Taça Minas Gerais (1): 2008
- Campeonato Mineiro de Futebol do Interior (7): 1975, 1985, 1987, 2003, 2008, 2012, 2018
- Campeonato Mineiro Módulo II (2): 1983 y 2001
- Supercopa Minas Gerais (1): 1995